# Brit Hanglemezgyártók Szövetsége
A Brit Hanglemezgyártók Szövetsége (angolul British Phonographic Industry, rövidítése BPI) a brit lemezkiadó vállalatok szakmai egyesülete. Tagjai közt tudhat több száz lemezkiadó vállalatot, köztük a négy legnagyobbat, a Warner Music Groupot, a Sony BMG-t, az EMI-t és az Universal Music Groupot. 1973-as beiktatása óta képviseli a kiadók jogait, főként a szerzői jogokra koncentrálva.
A szervezet alapította, és évről évre át is adja a BRIT- és Mercury-díjakat.

## Minősítések
A szervezet okleveleket ítél oda bizonyos eladott példányú kiadványokért. A minősítés nem ingyenes, a kiadónak fizetnie kell érte. A minősítési szintek az alábbiak:
| Formátum | Státusz | Státusz | Státusz |
| Formátum | Ezüst   | Arany   | Platina |
| -------- | ------- | ------- | ------- |
| Album    | 60 000  | 100 000 | 300 000 |
| Kislemez | 200 000 | 400 000 | 600 000 |